# Gustav Müller (Astronom)
Karl Hermann Gustav Müller (* 7. Mai 1851 in Schweidnitz; † 7. Juli 1925 in Potsdam) war ein deutscher Astronom.

## Leben und Wirken
Nach Beendigung des Schulbesuches in Schweidnitz in Schlesien studierte Gustav Müller zunächst ab 1870 an der Universität Leipzig Mathematik und Naturwissenschaften. Während seines Studiums wurde er 1870 Mitglied der Leipziger Burschenschaft Germania. 1872 wechselte er an die damalige Friedrich-Wilhelms-Universität in Berlin, wo er sich unter dem Einfluss von Wilhelm Foerster der Astronomie zuwandte. Ab 1875 kam er in Kontakt mit Hermann Carl Vogel, der zu dieser Zeit mit dem Aufbau des Astrophysikalischen Observatoriums Potsdam beschäftigt war. 1877 wurde Müller an der Berliner Universität zum Dr. phil. promoviert. Anschließend ging er als Assistent an das Astrophysikalische Observatorium Potsdam, wo er bis zum Ende seiner wissenschaftlichen Karriere arbeitete.
Müller arbeitete speziell auf zwei wissenschaftlichen Gebieten: Photometrie der Himmelskörper und Analyse des Sonnenspektrums. Außerdem assistierte er Hermann Carl Vogel zwischen 1880 und 1882 bei dessen spektroskopischen Beobachtungen der Sterne.
Müller legte eine Vielzahl von Arbeiten zur Helligkeitsmessung von Planeten und Kometen sowie zur Analyse des Sonnenspektrums vor, die vor allem in den Astronomischen Nachrichten sowie als Publikationen des Astrophysikalischen Observatoriums Potsdam erschienen und teilweise in Zusammenarbeit mit Paul Kempf entstanden. Zum Ende seiner wissenschaftlichen Laufbahn publizierte er mit Ernst Hartwig ein dreibändiges Werk Geschichte und Literatur des Lichtwechsels der bis Ende 1915 als sicher veränderlich anerkannten Sterne nebst einem Katalog der Elemente ihres Lichtwechsels. Müller nahm an mehreren wissenschaftlichen Expeditionen im Ausland teil.
Von 1896 bis 1924 war er einer der Sekretäre der Astronomischen Gesellschaft. 1917–1921 war er Direktor des Astrophysikalischen Observatoriums. Im Jahr 1886 wurde Gustav Müller zum Mitglied der Leopoldina gewählt. 1918 wurde er als ordentliches Mitglied in die Preußische Akademie der Wissenschaften aufgenommen.
Ein Verzeichnis der wissenschaftlichen Publikationen von Gustav Müller liegt in der Bibliothek der Berlin-Brandenburgischen Akademie der Wissenschaften vor.